# Johanne Sacreblu
Pour plus de détails, voir Fiche technique et Distribution.
Johanne Sacreblu est un court métrage réalisé par l'activiste et la productrice mexicaine Camila Aurora. Créé en réponse à la diffusion du film français Emilia Pérez, Johanne Sacreblu se présente comme une satire du film original. Le film a été diffusé sur YouTube en janvier 2025 et condense des stéréotypes de la culture française, tels que des mimes, des croissants, des baguettes, des rats, des marinières, des bérets et de fines moustaches qu'arbore chaque protagoniste,. Le film se veut un plaidoyer à charge contre l'image simpliste du Mexique et de ses habitants qui aurait été véhiculée par Emilia Pérez.

## Synopsis
Johanne Sacreblu, une femme transgenre connue auparavant comme Jonathan Sacreblu, habite dans un village appelé Villa Croissant en France, un important fabricant de baguettes. Johanne veut combattre le racisme de son pays à travers l'amour, mais elle s'éprend d'un homme transgenre appelé Agtugo Ratatouille, qui est islamophobe et dont la famille est l'ennemie jurée de la sienne.

## Description détaillée
Johanne Sacreblu (Camila Aurora) est une femme transgenre autrefois connue sous le nom de Jonathan Sacreblu. Après avoir passé du temps au Mexique, elle rentre chez elle à Villa Croissant, un village français pittoresque. Sa famille, qui possède la plus grande boulangerie de baguettes en France, a désigné Johanne Sacreblu comme héritière. Après avoir appris la transition de Johanne, sa famille se met en colère car elle estime que cela ternira sa réputation lorsque Johanne reprendra l'entreprise familiale. Quand bien même, Johanne insiste sur le fait qu'elle ne souhaite pas reprendre la boulangerie de ses parents. Entretemps la famille Ratatouille, concurrents directs de la famille Sacreblu et dirigeants de la plus grande boulangerie de croissants de France, critique également leur fils Agtugo (Yeylan Torres). Elle estime qu'en tant qu'homme transgenre et en tant que femme de naissance, il n'est pas un héritier adéquat pour leur entreprise. Les deux familles décident d'organiser une compétition entre les deux héritiers, par laquelle sera désigné vainqueur celui qui atteindra le premier le sommet de la Tour Eiffel et criera la célèbre phrase « Nous nous rendons ».
Lorsque la nuit arrive, Johanne parle à son amie Emily (Xanat Palacios) et à l'esprit de Marie-Antoinette de son manque d'enthousiasme pour la compétition et fait part également de son malaise face à la discrimination galopante en France. Le lendemain a lieu la première épreuve de la compétition, animée par Ladybug (Hielito Cos) et Chat Noir (Luke Stranger), dans laquelle Johanne et Agtugo sont invités à courir à pied jusqu'à la Tour Eiffel. Johanne gagne haut la main, et Agtugo est méprisé par sa famille pour avoir perdu contre sa rivale. Plus tard dans la soirée, alors que tout le monde dort après la première compétition, un homme nommé Jacques Audiard (Sophía Amaya) se lamente d'être éboueur.
Le jour suivant Johanne se décide de parler à Agtugo et exprime son désir d’éliminer la discrimination et le sexisme dans leur pays. Les deux rivaux finissent par tomber amoureux et acceptent de rejoindre la prochaine vague, qui visait à expulser injustement les musulmans, afin de porter leurs revendications. Ils parviennent à tenir leurs engagements, mais plusieurs chefs du gouvernement français nient le résultat et exigent que les deux rivaux s'affrontent dans un duel à mort à la baguette.
Le duel se déroule sous la forme d'un film muet. Après que Johanne et Agtugo ont révélé publiquement leur désir de ne pas participer au duel, l'ambassadeur français Papa Johns (Rose Miranda) arrive avec le frère d'Agtugo, Chofls, et le majordome de Johanne, Wigles. Papa Johns menace de tuer Johanne et Agtugo avec des frites. Alors qu'Agtugo est poignardé, Johanne révèle que Papa Johns est contrôlé par un rat caché dans son chapeau. Acculé, Papa Johns admet le subterfuge, révélant qu'il utilise les secrets du rat à des fins malveillantes. Wigles le tue immédiatement, expliquant que sa volonté de travailler avec Papa Johns était simplement le résultat d'une exploitation au travail. Il avoue avoir aussi sauvé Johanne Sacreblu à cause d'un syndrome de Stockholm.
Dans un futur proche, Johanne est interrogée par un journaliste sur l'incident. Lors de la conclusion de l'entretien, Johanne annonce qu'elle a rapporté un cadeau de son séjour au Mexique. Le cadeau s'avère être un gâteau, et le film se termine brusquement avant que Johanne ne le jette au visage du journaliste. Dans une scène post-crédits, la mère de Johanne apparaît avec le fils de Johanne et Agtugo. Elle lui raconte comment ses parents ont sauvé la France et lui chante une chanson (clin d'oeil parodique à Emilia Perez lorsque le fils d'Emilia chante que son père sent le guacamole et la cigarette).

## Rôles
- Camila Aurora González : Johanne Sacreblu, une femme transgenre et héritière de la plus grande boulangerie de baguettes de France
- Yeylan Torres : Agtugo Ratatouille, un homme transgenre héritier de la plus grande boulangerie de croissants en France
- Hielito Cos Aussi : Marinette Dupain-Cheng
- Luke Stranger Aussi : Adrien Agreste
- Xanat Palais : Emily, amie de Johanne
- Atticus Martínez : Nietecito et Napoléon Bonaparte
- Rose Miranda : Papa Johns
- Jéssica Azamar
- Mayen Reséndiz
- Stephanye Ramírez
- Sophía Amaya : Jacques Audiard, l'éboueur
- Fernanda Montero
- Adam
- Aaron Díaz
- Ilian Hernández
- Edson Marché : Papa Croissant
- Arantza Amaya : Maman Croissant
- Blanche Torres : Papa Sacreblu
- Cher Erazo : Maman Sacreblu
- Zyanya López
- Marina Fernanda Landeros : Bomb Voyage
- Héctor Jardínez

## Antécédents et contexte
Après la première d'Emilia Pérez, de nombreux médias ont rapporté que le film n'avait pas été bien accueilli au Mexique et en Amérique latine,. Des critiques ont été formulées sur le caractère supposément discriminatoire du film, le manque d'acteurs mexicains alors que l'histoire se déroule au Mexique, et sur le fait que le film a été tourné intégralement en France. D'autre part, des critiques ont été émises sur les stéréotypes véhiculés sur la culture mexicaine, y compris sur des sujets sensibles comme le trafic de stupéfiants et la disparition de personnes,,,,. De même, la communauté transgenre était mécontente du traitement offert à la protagoniste de l'histoire par le réalisateur Jacques Audiard et Karla Sofía Gascón,. Les accents présents dans le film ont été aussi moqués par de nombreux internautes et personnalités mexicaines (accent américain de Selena Gomez, accent castillan d'Emilia Pérez qui joue un personnage mexicain),. Certains sont même allés jusqu'à exiger le remboursement de leur billet lorsqu'ils ont vu le film dans les salles mexicaines, après avoir vu le sceau de garantie de la chaîne de cinéma Cinépolis.

## Production
Sur son compte TikTok, l'utilisatrice Camila D. Aurora a exprimé son mécontentement envers Emilia Pérez, car, en tant que femme trans mexicaine, elle se sentait mal représentée par le film français. Sa vidéo a atteint des milliers de personnes et, par conséquent, l'idée est née de créer un court métrage qui non seulement ferait la satire d'Emilia Pérez, mais fonctionnerait également comme une protestation contre la manière dont le cinéma international dépeint les réalités latino-américaines. Constatant l’intérêt croissant du public pour le projet et sa possible réalisation, Camila a commencé à l’organiser formellement. Elle a ainsi lancé un appel à ses partisans pour qu’ils rejoignent l’initiative. Le 16 janvier, Camila Aurora a lancé une campagne GoFundMe pour financer le court métrage, avec un objectif de 60 000 pesos,. Après avoir récolté plus de 15 000 pesos, le 19 janvier, Camila a convoqué via TikTok un casting pour le 20, auquel ont participé entre 50 et 60 personnes. Le film a été tourné en trois jours avec des ressources limitées,,.

## Lancement
La première a eu lieu le 23 janvier à 18 heures 30 au Centre Culturel Villa Urrutia, situé sur la Glorieta de los Insurgentes, à Mexico. Le film sera ensuite diffusé sur les réseaux sociaux le soir même,. Finalement, le 25 janvier, il a été publié dans son intégralité sur YouTube.
Le 30 janvier, via son compte TikTok, Camila Aurora a annoncé que Johanne Sacreblu serait projeté dans les salles de cinéma de la chaîne Cinedot, grâce à une campagne menée par les fans sur le réseau social X,. Camila a également mentionné que la durée du film serait prolongée et que les aspects techniques seraient améliorés pour sa projection dans les salles de cinéma. Quelques jours plus tard, le complexe Cinery de Guadalajara a participé à la projection du court-métrage.

## Marketing
Camila Aurora a annoncé via TikTok le lancement de produits dérivés officiels en collaboration avec la marque de vêtements Máscara de Látex. La première pièce était un t-shirt avec la couverture du film, la société a l'intention de présenter davantage de modèles à l'avenir,,. Camila a également confirmé que 50 % des bénéfices seront reversés à des organisations qui soutiennent les familles de personnes disparues au Mexique, ainsi qu'aux groupes en situation de risques. Elle a également déclaré qu'elle travaillerait avec d'autres artistes pour lancer davantage de produits, qui recevront un pourcentage des ventes. Quelques jours plus tard, ils ont été publiés sur le site officiel.

## Musique
L'album de la bande originale comprend les trois chansons originales du film interprétées par les membres du casting, avec une musique composée par Camila Aurora. La bande originale est sortie numériquement le 28 janvier 2025.
 

## Réception
Quelques jours seulement après sa sortie, Johanne Sacreblu obtient une moyenne de 9,9 étoiles sur IMDb basée sur plus de 10 000 critiques. Sur Letterboxd, le film obtient une note de 4,6 étoiles, basée sur plus de 14 000 critiques, surpassant Emilia Perez dans les deux espaces.
Javier Ibarreche, influenceur cinématographique, estime que Johanne Sacreblu pourrait donner naissance à un nouveau genre cinématographique, qu'il a appelé « cinéma de réponse » ou « cinéma du ressentiment ». Il a déclaré que le film dépeint la France sous le même jour défavorable que celui d'Emilia Pérez avec le Mexique, sauf que dans ce cas, c'était intentionnel. Il s’est également interrogé sur qui avait l’autorité de déterminer si un film était bon ou mauvais,.

### Public
L’accueil du public au court métrage a été très positif, notamment par le public latino-américain,. Quelques jours après sa sortie sur YouTube, la vidéo est devenue un sujet tendance sur les réseaux sociaux et est devenue virale,,, atteignant 2,8 millions de vues au 8 février 2025,,. Les commentaires du public rapportent que le film Johanne Sacreblu est une oeuvre satirique, originale et drôle.

### Réponse internationale
Vanity Fair France a décrit le court-métrage Johanne Sacreblu comme une vengeance des Mexicains envers Emilia Pérez. Mentionnant que le court-métrage utilise toutes sortes de clichés sur la France, tels que les marinières, les moustaches à la parisienne, les baguettes, la mauvaise odeur des Français et la présence de rats, pour dénoncer les stéréotypes envers les Mexicains dans le film original : « [...] le ton se veut ironique. Johanne Sacrebleu est une succession de clichés sur le pays de la baguette et les Français, le tout incarné par des Mexicains. » Pour le LA Times, le critique américain JP Brammer a souligné que le court métrage dénonce la manière dont Hollywood représente les communautés latino-américaines, en s'appuyant notamment sur des stéréotypes chargés.

## Long-métrage
En raison du succès du court métrage, Camila a annoncé la transformation de Johanne Sacreblu en long métrage, incorporant de nouvelles scènes et idées qui ne pouvaient pas être incluses dans la version originale. De plus, la bande sonore sera améliorée et l'aspect satirique davantage présent. Un casting a également été organisé pour ce nouveau projet le 3 février dernier, à la recherche de trois nouveaux personnages, de dix cosplayers et d'une pléiade de mimes,. Cette fois, tous les participants recevront un paiement symbolique, car Camila a clairement fait savoir qu'elle ne leur permettrait pas de travailler gratuitement,. À cette fin, une nouvelle campagne GoFundMe a été lancée avec un objectif de 120 000 pesos pour couvrir les coûts de production, qui a été dépassé en quelques jours seulement,. Le 3 janvier, Camila a annoncé la participation de plusieurs invités au film, qui ont volontairement rejoint le projet. Parmi eux se trouvent le musicien et chanteur Insulini, qui composera une partie de la bande originale et aura un petit rôle ; Betzabé Jara, comédienne de doublage ; Polli Padilla, biologiste et créatrice de contenu ; Lalo Garza, doubleur ; et Alejandra Bogue, actrice,. La date de sortie est prévue pour le 28 février, avec l'objectif de maintenir la conversation active jusqu'au 2 mars, jour de la cérémonie des Oscars,,.